# Machin (démon)
Pour les articles homonymes, voir Machin.

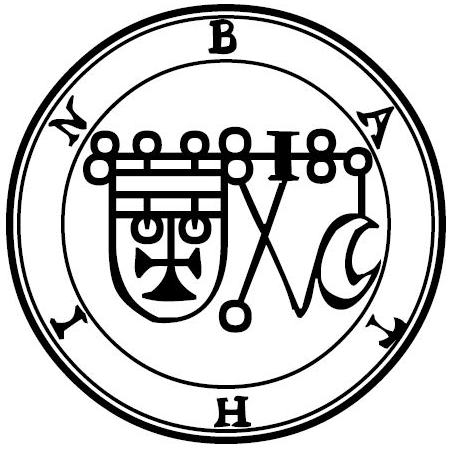
Le sceau de Machin selon Mathers.

Machin ou Bathin ou Bathym ou Marthym est le nom d'un Grand duc des Enfers, en 16e position dans la liste des démons du Livre des esperitz, le plus ancien traité démonologique conservé en français, datant du XVIe siècle. Il correspond au démon Bathym du traité Pseudomonarchia daemonum, dans lequel il est en 10e position, et Bathin dans le Lemegeton, où il figure en 18e position.
Le Livre des esperitz le décrit ainsi :

« Machin est un grand duc qui est en similitude et semblance d'un home fort, et enseigne la vertu des herbes et des pierres précieuses, et porte le maistre de région en région partout ou le maistre vieult ; et a XXXVII légions. »

Le Lemegeton et la Pseudomonarchia Daemonum lui donnent des caractéristiques similaires, précisant que Bathin possède le pouvoir de transporter des hommes d'un pays à un autre soudainement. Il est décrit dans ces livres comme un homme fort avec une queue de serpent chevauchant un cheval d'une blancheur livide. Il possède trente légions infernales à son service,,.
Autres orthographes : Mathim, Marthim, Bathym, Bathin, Batin ou Bathyn.